# Грађанска кућа у улици Љубе Нешића 50
Грађанска кућа у улици Љубе Нешића 50 налази се у Зајечару. Уписана је у листу заштићених споменика културе Републике Србије од 1985. године (ИД бр. СК 998). 

## Карактеристике
Објекат је саграђена двадесетих година XX века као зграда за становање по пројекту непознатог архитекте. Састоји се од високог приземља са распоредом просторија око средишњег предсобља. Истиче се фасада зграде са плитким ризилитом у односу на леви тракт у оквиру кога је један прозорски отвор, а фланкирају га са стране фасадни пиластри дорског стила изведени у малтеру. Силуета овог ризалита на фасади се завршава троугаоним тимпаноном са завршетком у виду палмета у његовом темену. Прозорски парапети су декорисани у виду трланда док је сокла изведена имитацијом правилно распоређених фуга у малтеру. У саставу зграде је улазна капија са масивним оградама које имају облогу од вештачког камена, а на врховима стубова завршетке у виду декоративних ваза. 